# ملک‌آباد (بروجرد)
مَلِک‌آباد روستایی است از توابع شهرستان بروجرد در استان لرستان. این روستا در دهستان دره‌صیدی در بخش مرکزی این شهرستان قرار دارد.

## جمعیت
بنابر سرشماری مرکز آمار ایران، جمعیت ملک‌آباد در سال ۱۳۹۵ برابر با ۹۴ نفر بوده‌است که از این میان ۴۴ نفر مرد و بقیه زن بوده‌اند. این روستا ۳۴ خانوار دارد.